# Classica di San Sebastián 1989
La Classica di San Sebastián 1989, nona edizione della corsa e valevole come ottava prova della Coppa del mondo 1989, si svolse il 12 agosto 1989, per un percorso totale di 244 km. Fu vinta dall'austriaco Gerhard Zadrobilek, al traguardo con il tempo di 6h24'10" alla media di 38,108 km/h.
Partenza a San Sebastián con 182 ciclisti, 159 dei quali portarono a termine il percorso.

## Ordine d'arrivo (Top 10)
| Pos. | Corridore             | Squadra      | Tempo    |
| ---- | --------------------- | ------------ | -------- |
| 1    | Gerhard Zadrobilek    | 7 Eleven     | 6h24'10" |
| 2    | Francisco Antequera   | BH           | a 2'05"  |
| 3    | Tony Rominger         | Chateau d'Ax | s.t.     |
| 4    | Charly Mottet         | R.M.O.       | a 2'09"  |
| 5    | Jesús Rodríguez Magro | Reynolds     | s.t.     |
| 6    | Jean-Claude Leclercq  | Helvetia     | s.t.     |
| 7    | Gert-Jan Theunisse    | PDM-Ultima   | s.t.     |
| 8    | Andrew Hampsten       | 7 Eleven     | s.t.     |
| 9    | Juan Tomás Martínez   | Lotus-Zahor  | s.t.     |
| 10   | Julián Gorospe        | Reynolds     | s.t.     |